# FIM Rally
FIM Rally – coroczny światowy zjazd użytkowników motocykli turystycznych organizowany przez Międzynarodową Federację Motocyklową (FIM). Jest to jednocześnie największe spotkanie w terminarzu tej federacji. Zlot trwa zazwyczaj kilka dni, w ciągu których uczestnicy dzielą się swoją pasją do motocykli oraz doświadczeniem z tymi pojazdami, a także zwiedzają okolice miejsca, które podjęło się organizacji imprezy. To jedno z nielicznych spotkań, w których nie liczy się czas przejazdu, ale dobra zabawa uczestników. Każda kolejna edycja FIM Rally odbywa się w innym państwie. Organizacja tego zlotu to duży prestiż dla państwa organizatora, ale przede wszystkim dla goszczącego miasta.

## Historia
Pierwszy eksperymentalny zlot motocykli turystycznych odbył się w 1935 roku w Brukseli. Zorganizowany został przez FIdCM (Federation Internationale des Club Motocyclistes), czyli pierwowzór współczesnej Międzynarodowej Federacji Motocyklowej FIM. Idea zlotu została dobrze przyjęta przez środowisko motocyklowe. To skłoniło organizatorów do stworzenia regularnej imprezy. Pierwsze oficjalne spotkanie po debiucie odbyło się w Niemczech. Setka obecnych wtedy motocyklistów pochodziła aż z 11 różnych krajów (13 uczestników było z Polski). Gospodarzami kolejnych zlotów były kolejno: Francja (1937), Czechy (1938) i Szwajcaria (1939). Wybuch II wojny światowej wstrzymał organizację FIM Rally aż na dziesięć lat.
Pierwsza powojenna edycja odbyła się dopiero w 1950 roku w Holandii. Krótko po wojnie trasy zlotu obejmowały tylko tereny Europy Zachodniej. Zdarzało się jednak, że uczestnikami spotkań byli turyści ze Wschodu. Podział Europy przez żelazną kurtynę osłabił nieco popularność rajdu. W 1957 roku organizatorem kolejnej edycji zlotu ogłoszono komunistyczną Polskę. W późniejszych latach Polska jeszcze trzykrotnie była wybierana na gospodarza spotkania. To czyni ją drugim, obok Niemiec, Francji, Szwajcarii i Hiszpanii, najczęściej wybieranym państwem na organizatora FIM Rally. Po bardzo udanej pierwszej wizycie motocyklistów w Polsce władze federacji zaczęły śmielej spoglądać w stronę Wschodu i postanowiły, że kolejnym przystankiem dla zlotu będzie Jugosławia. Cztery lata później gospodarzem imprezy zostało ZSRR.
Wielu z uczestników tamtejszych spotkań do dziś z sentymentem wspomina niecodzienne sytuacje związane z ogromną biurokracją i szok kulturowy, jakiego wówczas doświadczyli. Polska została pozytywnie zapamiętana przez uczestników zlotu. Zapadła im w pamięci jako kraj gościnny i tani. Dla ówczesnych uczestników podróż do takich krajów była nie lada egzotyką. Równie egzotyczna była impreza po raz pierwszy zorganizowany poza kontynentem europejskim – w Tunezji (1996 rok). Niektórzy uczestnicy współczesnych edycji zlotu mają za sobą uczestnictwo w 20, 30 czy nawet 40 takich imprezach. Podkreślają, że to, co przyciąga ich na zlot to możliwość zwiedzenia obcych krajów, poznania innych kultur, a przede wszystkim ludzi mających podobną pasję.

## Polska w zlotach FIM Rally
W 2012 roku już po raz piąty gospodarzem zjazdu zostanie Polska. Miastem, które przyjmie zagranicznych turystów będzie Bydgoszcz. We wcześniejszych latach uczestnicy FIM Rally gościli już w takich miastach jak Olsztyn, Kraków (dwukrotnie) czy Lublin. Spotkanie w Bydgoszczy odbędzie się m.in. dzięki dużym staraniom członków klubu LKT "Wyczół" Gościeradz, którzy od 2005 roku regularnie biorą udział w zlotach FIM Rally jako reprezentacja Polski (debiut miał miejsce już w 1995 roku w Malselv – Norwegia):
- 2005 rok – 60 FIM Rally Tartu – Estonia, 21-24 lipca,
- 2006 rok – 61 FIM Rally Berlin – Niemcy, 19-23 lipca,
- 2007 rok – 62 FIM Rally Cesenatico – Włochy, 06-08 czerwca,
- 2008 rok – 63 FIM Rally Messinia – Grecja, 07-13 lipca,
- 2009 rok – 64 FIM Rally Zadar – Chorwacja, 25-30 maja,
- 2010 rok – 65 FIM Rally Herentals – Belgia, 22-24 czerwca,
- 2011 rok – 66 FIM Rally Tulln – Austria, 06-08 lipca.

Organizacją edycji rajdu w Bydgoszczy zajmuje się właśnie prezes klubu – Bartosz Zwolanowski, który jest zauroczony ideą i atmosferą tych spotkań. Impreza w Bydgoszczy odbędzie się w dniach 19-21 lipca, a jej baza znajdować się będzie na terenach wystawienniczych LPKiW Myślęcinek. Pierwszego dnia uczestnicy rajdu zaprezentują się na bydgoskiej Wyspie Młyńskiej. Na drugi dzień organizatorzy imprezy przewidzieli dla swoich gości wycieczkę do Torunia. Ostatniego dnia ulicami Bydgoszczy przejedzie uroczysta parada narodów złożona ze wszystkich uczestników zlotu.